# Sollevamento pesi ai Giochi della XX Olimpiade - Pesi mediomassimi
La competizione della categoria pesi mediomassimi (fino a 90 kg) di sollevamento pesi ai Giochi della XX Olimpiade si è svolta il giorno 3 settembre 1972 alla Weightlifting Hall del Messegelände di Monaco di Baviera.

## Regolamento
La classifica era ottenuta con la somma delle migliori alzate delle seguenti 3 prove:
- Distensione lenta
- Strappo
- Slancio

Su ogni prova ogni concorrente aveva diritto a tre alzate. In caso di parità vinceva il sollevatore che pesava meno.

## Risultati
| Pos.    | Atleta               | Nazione          | Peso Atleta | Distensione lenta | Distensione lenta | Distensione lenta | Distensione lenta | Strappo | Strappo | Strappo | Strappo | Slancio | Slancio | Slancio | Slancio | Totale |
| Pos.    | Atleta               | Nazione          | Peso Atleta | 1                 | 2                 | 3                 | Tot               | 1       | 2       | 3       | Tot     | 1       | 2       | 3       | Tot     |        |
| ------- | -------------------- | ---------------- | ----------- | ----------------- | ----------------- | ----------------- | ----------------- | ------- | ------- | ------- | ------- | ------- | ------- | ------- | ------- | ------ |
| Oro     | Andon Nikolov        | Bulgaria         | 89.00       | 172.5             | 177.5             | 180.0             | 180.0             | 147.5   | 152.5   | 155.0   | 155.0   | 185.0   | 190.0   | 190.0   | 190.0   | 525.0  |
| Argento | Atanas Šopov         | Bulgaria         | 89.80       | 172.5             | 177.5             | 180.0             | 180.0             | 140.0   | 145.0   | 145.0   | 145.0   | 192.5   | 192.5   | 202.5   | 192.5   | 517.5  |
| Bronzo  | Hans Bettembourg     | Svezia           | 88.95       | 175.0             | 182.5             | 182.5             | 182.5             | 145.0   | 145.0   | 145.0   | 145.0   | 185.0   | 192.5   | 192.5   | 185.0   | 512.5  |
| 4       | Phil Grippaldi       | Stati Uniti      | 87.90       | 170.0             | 170.0             | 177.5             | 170.0             | 140.0   | 140.0   | 145.0   | 140.0   | 187.5   | 195.0   | 202.5   | 195.0   | 505.0  |
| 5       | Rick Holbrook        | Stati Uniti      | 88.50       | 157.5             | 162.5             | 162.5             | 162.5             | 145.0   | 145.0   | 145.0   | 145.0   | 190.0   | 197.5   | -       | 197.5   | 505.0  |
| 6       | Nick Ciancio         | Australia        | 88.85       | 170.0             | 175.0             | 175.0             | 170.0             | 145.0   | 150.0   | 150.0   | 145.0   | 185.0   | 190.0   | 190.0   | 190.0   | 505.0  |
| 7       | Juan Curbelo         | Cuba             | 89.20       | 165.0             | 172.5             | 172.5             | 172.5             | 135.0   | 140.0   | 140.0   | 140.0   | 175.0   | 182.5   | 187.5   | 182.5   | 495.0  |
| 8       | Jaakko Kailajärvi    | Finlandia        | 88.85       | 150.0             | 150.0             | 150.0             | 150.0             | 150.0   | 155.0   | 155.0   | 150.0   | 187.5   | 195.0   | 195.0   | 187.5   | 487.5  |
| 9       | Dietrich Leh         | Germania Ovest   | 89.85       | 165.0             | 170.0             | 170.0             | 170.0             | 140.0   | 145.0   | 145.0   | 140.0   | 177.5   | 177.5   | -       | 177.5   | 487.5  |
| 10      | Pierre Gourrier      | Francia          | 89.60       | 145.0             | 152.5             | 152.5             | 145.0             | 142.5   | 147.5   | 152.5   | 147.5   | 180.0   | 190.0   | 190.0   | 180.0   | 472.5  |
| 11      | Nikos Iliadis        | Grecia           | 87.60       | 155.0             | 162.5             | 162.5             | 155.0             | 122.5   | 130.0   | 135.0   | 135.0   | 175.0   | 175.0   | 180.0   | 180.0   | 470.0  |
| 12      | Aimo Nieminen        | Finlandia        | 89.65       | 150.0             | 155.0             | 155.0             | 150.0             | 140.0   | 140.0   | 145.0   | 140.0   | 170.0   | 170.0   | 170.0   | 170.0   | 460.0  |
| 13      | Guðmundur Sigurðsson | Islanda          | 88.60       | 142.5             | 147.5             | 147.5             | 142.5             | 130.0   | 135.0   | 137.5   | 135.0   | 170.0   | 177.5   | 182.5   | 177.5   | 455.0  |
| 14      | Rudolf Litsch        | Austria          | 88.75       | 147.5             | 147.5             | 152.5             | 152.5             | 130.0   | 135.0   | 135.0   | 130.0   | 172.5   | 172.5   | 172.5   | 172.5   | 455.0  |
| 15      | Osman Mert           | Turchia          | 89.85       | 152.5             | 152.5             | 160.0             | 160.0             | 122.5   | 127.5   | 127.5   | 127.5   | 155.0   | 162.5   | 167.5   | 167.5   | 455.0  |
| 15      | Peter Arthur         | Regno Unito      | 89.85       | 150.0             | 155.0             | 155.0             | 150.0             | 130.0   | 135.0   | 135.0   | 130.0   | 170.0   | 175.0   | 177.5   | 175.0   | 455.0  |
| 17      | Wayne Wilson         | Canada           | 89.70       | 137.5             | 137.5             | 137.5             | 137.5             | 120.0   | 127.5   | 132.5   | 127.5   | 170.0   | 177.5   | 177.5   | 170.0   | 435.0  |
| 18      | César Gaudin         | Porto Rico       | 89.95       | 137.5             | 145.0             | 145.0             | 137.5             | 115.0   | 120.0   | 122.5   | 122.5   | 165.0   | 165.0   | 165.0   | 165.0   | 425.0  |
| -       | David Rigert         | Unione Sovietica | 88.60       | 180.0             | 180.0             | 187.5             | 187.5             | 160.0   | 160.0   | 160.0   | NVL     |         |         |         |         | DNF    |
| -       | Frank Rothwell       | Irlanda          | 87.60       | 132.5             | 132.5             | 132.5             | NVL               |         |         |         |         |         |         |         |         | DNF    |
| -       | Ryoichi Goto         | Giappone         | 89.60       | 162.5             | 162.5             | 162.5             | NVL               |         |         |         |         |         |         |         |         | DNF    |
| -       | Rudolf Hill          | Austria          | 89.65       | 160.0             | 160.0             | 160.0             | NVL               |         |         |         |         |         |         |         |         | DNF    |
| -       | John Bolton          | Nuova Zelanda    | 89.65       | 165.0             | 165.0             | 167.5             | NVL               |         |         |         |         |         |         |         |         | DNF    |